# UVERworld KING'S PARADE 男祭り FINAL at Tokyo Dome 2019.12.20
『UVERworld KING’S PARADE 男祭り FINAL at TOKYO DOME 2019.12.20』（ウーバーワールド キングスパレード おとこまつり ファイナル アット トウキョウドーム）は、UVERworldの18枚目のライブDVDである。2020年9月16日にgr8!records (SME) より発売された。Blu-ray版も、同日に発売された。

## 概要
本作は、UVERworldが2019年12月に行った東京ドームでの2日間のワンマンライブのうち、2日目である『KING’S PARADE 男祭り FINAL at TOKYO DOME』と銘打たれた公演を収録している。
2013年に行われた日本武道館での男祭りにて、東京ドームで「男祭り」を行うことを誓っており、実現する形となった。また、本公演はFINALと銘打たれている通り、最後の男祭りとして開催された。
動員数は4万6800人となり、男性限定ライブの動員数としては日本記録を更新した。

## 仕様
通常盤と初回生産限定盤の2種類での発売となった。初回生産限定盤には、DVD盤、Blu-ray盤共通のスペシャルパッケージ、三方背ケースの他、本作のライブ音源を収録したCDが付属している。

## 収録曲
1. UNSER
  - オープニングSE。
2. Don't Think.Feel
3. WE ARE GO
  - 本作品ではショートバージョンで演奏されたものを収録。
4. Q.E.D.
5. stay on
6. 境界
7. 在るべき形
8. ODD FUTURE
9. CORE PRIDE
10. 激動
  - 本作品ではショートバージョンで演奏されたものを収録。
11. KINJITO
  - 本作品ではショートバージョンで演奏されたものを収録。
12. NO.1
13. PLOT
14. PRAYING RUN
15. Making it Drive
16. 和音
  - 「CORE STREAM」と共にメドレー形式で披露。本作品ではショートバージョンで演奏されたものを収録。
17. CORE STREAM
18. First Sight
19. 23ワード
20. UNKNOWN ORCHESTRA
21. ナノ・セカンド
  - 本作品ではショートバージョンで演奏されたものを収録。
22. Touch off
23. 零HERE~SE~
24. IMPACT
25. AFTER LIFE
26. Ø choir
27. 7日目の決意
28. MONDO PIECE
29. LONE WOLF (ENDING)